# Secretaria de Estado da Juventude e do Desporto
A Secretaria de Estado da Juventude e do Desporto (SEJD) foi um departamento do Governo de Portugal responsável pela política executiva nas áreas dos desportos e da juventude.
Com antecedentes no Estado Novo (Subsecretariado de Estado da Juventude e Desporto, 1964 ss.), a SEJD foi criadamem 1975, como Secretaria de Estado dos Desportos e Acção Social Escolar, integrada no, então, Ministério da Educação e Investigação Científica. Mais tarde, passou a ser mais comum, estar dependente directamente da Presidência do Conselho de Ministros.
Em 2000, a SEJD autonomizou-se e ganhou o estatuto de ministério, como Ministério da Juventude e do Desporto. Em 2002, voltou ao estatuto de Secretaria de Estado, sendo que, durante uma curta semana, entre Novembro e Dezembro de 2004, passou a Ministério da Juventude, Desporto e Reabilitação. Desde então, a pasta da Juventude e do Desporto tem assumido, em todos os governos, o carácter de Secretaria de Estado.
Actualmente, a Secretaria de Estado da Juventude e do Desporto está integrada no Ministério da Educação.